# Elgin (Nebraska)
Pour les articles homonymes, voir Elgin.
Elgin est une ville américaine située dans le Comté d'Antelope, au Nebraska. Selon le recensement de 2010, sa population est de 661 habitants.